# Franz Dittrich (duchowny)
Franz Dittrich (ur. 26 stycznia 1839 w Rokitniku koło Lidzbarka Warmińskiego, zm. 21 lutego 1915 we Fromborku) – niemiecki duchowny katolicki, teolog, profesor Państwowej Akademii w Braniewie.

## Życiorys

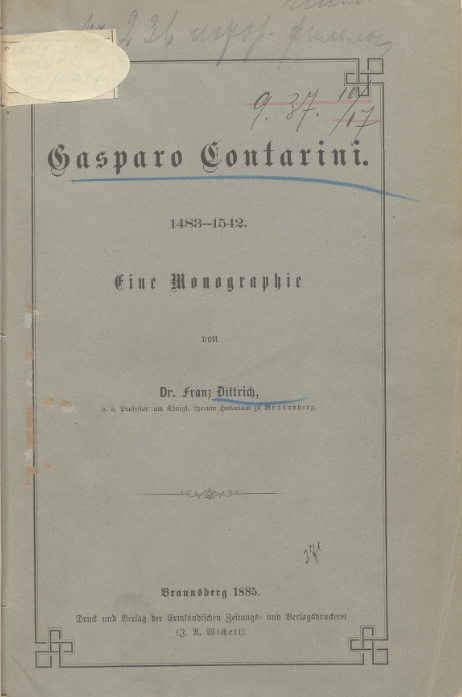
Gasparo Contarini, Braniewo 1885

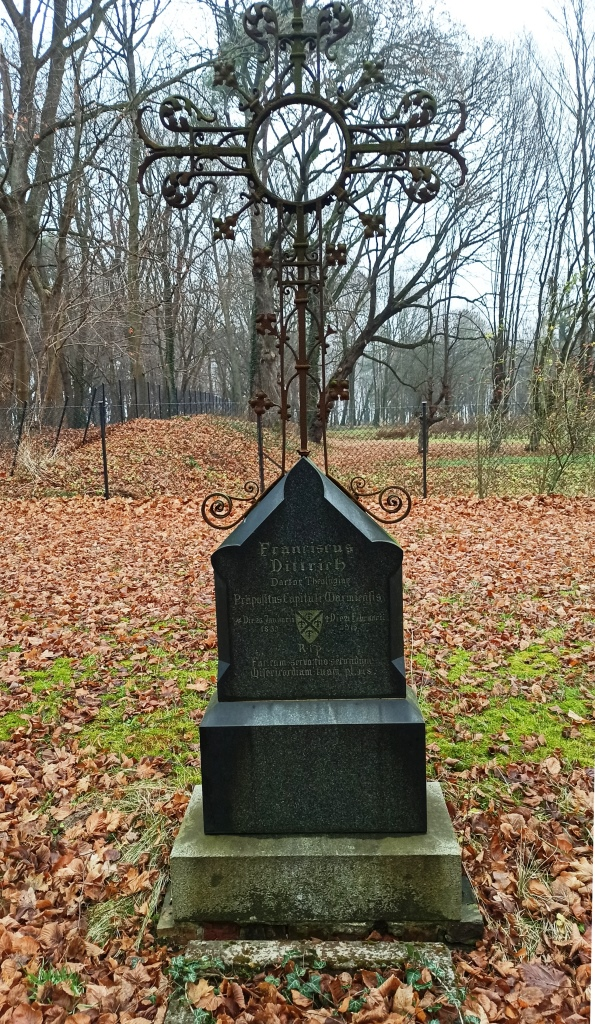
Grób księdza na cmentarzu kanoników we Fromborku

Urodził się 26 stycznia 1839 roku w Rokitniku na Warmii. Przez 9 lat pobierał nauki w Reszlu i w gimnazjum w Braniewie. Studiował filozofię i teologię w Braniewie (1859–1863). W 1863 otrzymał święcenia kapłańskie. Przez krótki czas posługiwał w parafii św. Mikołaja w Grzędzie, następnie dzięki otrzymaniu dotacji z fundacji Preucka studiował w Rzymie (1863–1865) i w Monachium. 30 listopada 1863 na Uniwersytecie w Monachium uzyskał stopień doktora. W 1866 powrócił do Braniewa, gdzie przyjął stanowisko privatdozenta w Królewskim Liceum Hosianum (Königliches Lyceum Hosianum). W 1868 został profesorem nadzwyczajnym, w 1872 profesorem zwyczajnym historii Kościoła i prawa kościelnego na tej uczelni. Od 1868 członek Warmińskiego Towarzystwa Historycznego, w latach 1899–1915 był jego prezesem; był też przewodniczącym założonego w 1869 towarzystwa Ermländischer Kunstverein. W 1903 został prepozytem kapituły katedralnej we Fromborku, a w 1908 wikariuszem kapitulnym. Od 1893 był posłem na sejm, związany z katolicką partią Centrum, w której zajmował się kwestiami szkolnictwa oraz sprawami Kościoła. W swojej pracy naukowej zajmował się historią Kościoła, badaniami nad reformą Kościoła przed soborem trydenckim. Był autorem wielu prac z zakresu dziejów Kościoła na Warmii, m.in. Geschichte des Katholizismus in Altpreußen von 1525 bis zum Ausgange des 18. Jahrhunderts (1901).
Zmarł 21 lutego 1915 roku, grób księdza znajduje się na zabytkowym cmentarzu kapitulnym we Fromborku.